# Fort Lawn
Fort Lawn è un comune degli Stati Uniti d'America, situato in Carolina del Sud, nella Contea di Chester.